# Walter Becker (Leichtathlet)
Walter Becker (* 31. Dezember 1907; † im 20. Jahrhundert) war ein deutscher Leichtathlet. Becker startete für Friesen Stendal.
Er gehörte in den 1920er Jahren zu den besten deutschen Sprintern.
1927 wurde Becker bei den Deutschen Meisterschaften der Deutschen Turnerschaft in Berlin Zweitplatzierter sowohl im 100- als auch im 200-Meter-Lauf hinter Georg Lammers.
Seine Bestleistungen betrugen 10,6 Sekunden über 100 Meter, aufgestellt am 14. August 1927 in Berlin, und 21,6 Sekunden über 200 Meter, aufgestellt am 13. August 1927 in Berlin.